# Djillali Mehri
Djillali Mehri (parfois écrit Djilali), né le 15 décembre 1937 à El Oued, est un homme d'affaires algérien.
Il a été élu  député indépendant à l'Assemblée populaire nationale de 1997 à 2002,.

## Biographie
Son père était un important grossiste dans l'agroalimentaire de la région.
En 1970, Djillali Mehri acquiert le fonds de commerce du "Bon Marché", grand magasin de la Rue Larbi-Ben-M’Hidi à Alger, établissement fermé depuis plus de quarante ans pour cause de blocage administratif.
Il s'est fait connaître dans les années 1980 à travers le GIMMO (Groupe d'Investisseurs du Maghreb et du Moyen Orient).
Dans les années 1980, il est propriétaire de la galerie Étienne Dinet, 30 rue de Lisbonne, Paris, 8e, exposant sa collection des œuvres de ce peintre qu'il présente dans une "lettre de Djillali Mehri" introduisant la présentation de la galerie.
En 1985, il rachète la société [Chaffoteaux et Maury, qui est revendue en 1989, devenant pendant cette période le second employeur dans la région Bretagne.
En 1986, il est candidat au rachat de 20 % de la chaîne de télévision TF1.
Dans les années 1990, il fonde le groupe Mehri qui investit dans plusieurs secteurs en Algérie dont les boissons et l'hôtellerie. En 1995, il signe un contrat avec Pepsi pour devenir l'embouteilleur et distributeur exclusif de la marque en Algérie à travers la société Atlas Botteling Company Pepsi. En 2014, il revend 33 % des actions au fonds d'investissement américain Emerging Capital Partners pour 80 millions de dollars. À partir de 1996, il est le représentant d'Ericsson en Algérie.
En 2000, il crée Setifis Botteling Company qui fabrique des produits Pepsi mais aussi les marques Jufré, Bonjos et Farha.
En 2001, il crée la brasserie Tango, qui détient 40 % du marché algérien de la bière lorsqu'il la revend à Heineken en 2008 pour 135 millions d'euros.
En 2002, il crée la société CEPRO spécialisée dans la production des produits d’hygiène pour bébé et pour femmes.
En 2005, il signe un contrat de partenariat avec le groupe Accor en Algérie à travers la société Sieha SPA detenue à 50 % par les deux groupes. Ce partenariat vise à construire trente-six hôtels moyenne gamme sous les marques Ibis, Novotel et Etap. En 2006, il inaugure l'Hôtel Royal à Oran qu'il avait acheté en 1967.
En 2016, il inaugure le complexe touristique La Gazelle d'Or à El Oued d'une superficie de 140 hectares.
Djillali Mehri est un collectionneur d'arts. En 2003, il confie à Lynne Thornton l'organisation d'une exposition ouverte à Paris de peintures orientalistes issues de sa collection. La collection est disponible sur le site web de son groupe.

## Vie privée
Djillali Mehri est marié et père de 6 enfants. Il possède une propriété de luxe dans les Yvelines en France où fut signé sous son égide l'accord de paix mettant fin au conflit armé qui opposa le Tchad et la Libye.

## Prix et récompenses
- Légion d'honneur (2011)[3]

## Publications
- Invitation au voyage, éditions S+S Alouf, Bruxelles, 2003.